# De betoverde bruidsnacht
De betoverde bruidsnacht is een hoorspel naar het gelijknamige mysteriespel (1970) van Jacques Hamelink. De AVRO zond het uit op donderdag 14 november 1974, van 20:38 uur tot 22:50 uur. De regisseur was Jacques Besançon.

## Rolbezetting
- Peter Aryans (stem omroeper)
- Eric Schneider (stem sprookspreker)
- Willem Wagter (stem eerste doodgraver)
- Niek Pancras (stem tweede doodgraver)
- Gijsbert Tersteeg (stem ceremoniemeester)
- Brûni Heinke (stem moeder van de bruid)
- Hein Boele (stem Onanias Eikeltak)
- Peggy Kropman (stem Vergeetmijnietje Duivebrood)
- Johan Schmitz (stem pastoor Rozekrans)
- Ine Veen (stem Seraphina Elvira Hunnebed)
- Hans Veerman (stem van de dood)

Koor
- Burny Every (voorzangeres)
- Willie Brill (eerste vrouw)
- Dogi Rugani (tweede vrouw)
- Tine Medema (derde vrouw)
- Jan Borkus (dorpeling 1)
- Tonny Foletta (dorpeling 2)
- Huib Orizand (dorpeling 3)
- Frans Somers (dorpeling 4)
- Maria Lindes (kind 1)
- Martin Simonis (kind 2)
- Gerrie Mantel (kind 3)
- Hans Karsenbarg (jongen)

## Inhoud
“Met effecten en knepen houdt Jacques Hamelink zich in De betoverde bruidsnacht niet op. Of het een radiospeltekst dan wel een als drama bedoeld werkstuk of een dialogisch uitgevallen lyrische verbeelding is, weet je niet zo best en de ondertitel 'mysteriespel voor stemmen' helpt je van deze twijfels niet af. Het resultaat lijkt vanuit de verte op Dylan Thomas' Under Milk Wood; in deze 17 fragmenten gaat het eveneens om de evocatie van menselijke betrekkingen binnen een dorpsgemeenschap. De tijd is vermoedelijk middeleeuws, de sfeer roept saters en sirenen op te midden een alchemistische natuurweelde waarin de herbariumterminologie die ons reeds uit Ranonkel bekend is, andermaal welig tiert. Hamelink gebruikt magistraal de autonome kracht van het bezwerende woord, en wel bepaald die woordkleur waaruit de verslaving aan de erudiete en technische beschaving verbannen blijft. De bucolische verzadiging aan het natuurfestijn, de magische verrukking aan de angstfenomenen van kol en neks, de pantheïstische overgave aan de grillige seizoenen, het kruidendokterige welbehagen in de troetelnamen voor plant en heester, voor aarde en dier, het zijn telkens weer fascinerende schrijfervaringen. Hier is een groot en inventief auteur bezig, vanuit een eenzijdigheid die een eigen wereld weet op te bouwen. Het gaat hem om de knekeldans van de mens, hij kapselt de clichés van het aardse onbenul wreedaardig in het archaïsche idioom van een a-sacrale taal in. Er hinkt ook nog zoiets als een verhaal langszij, over trouwen en doodgaan en dat slag menselijke illusies. Het is hem echter nergens begonnen om personen en karakters, misschien wel om een wijze van samenleven, om het uitschakelen van onechtheid in de poging een tegenontwerp te silhouetteren. Het officiële geloof, het opgetuigde kerkgedoe acht hij oorzaak van kwaad en kwaal bij de mens; de klerikale voorman is een lege blaas volgepropt met afval en ijl genot. Je zal wel veer met Jeroen Bosch moeten uitpakken om de sfeer enigszins te plaatsen. Als je maar oren hebt voor wat midden de rimboeweelde de vitalistische oerbeelden blijven: behoefte aan mystiek, heimwee naar geluk, vrees voor de dood, afkeer van de stille, de drang van het beest, het ontembare verlangen naar echtheid.” (Carlos Tindemans)